# فيل رومان
فيل رومان (بالإنجليزية: Phil Roman)‏ هو رسام رسوم متحركة ومخرج أمريكي، ولد في 21 ديسمبر 1930 في فريسنو في الولايات المتحدة.

## وصلات خارجية
- فيل رومان على موقع IMDb (الإنجليزية)
- فيل رومان على موقع قاعدة بيانات الأفلام العربية
- فيل رومان على موقع ألو سيني (الفرنسية)
- فيل رومان على موقع أول موفي (الإنجليزية)
- فيل رومان على موقع قاعدة بيانات الأفلام السويدية (السويدية)
- فيل رومان على موقع قاعدة بيانات الفيلم (الإنجليزية)
- فيل رومان على موقع كينوبويسك (الروسية)